# Rookwood Pottery Company

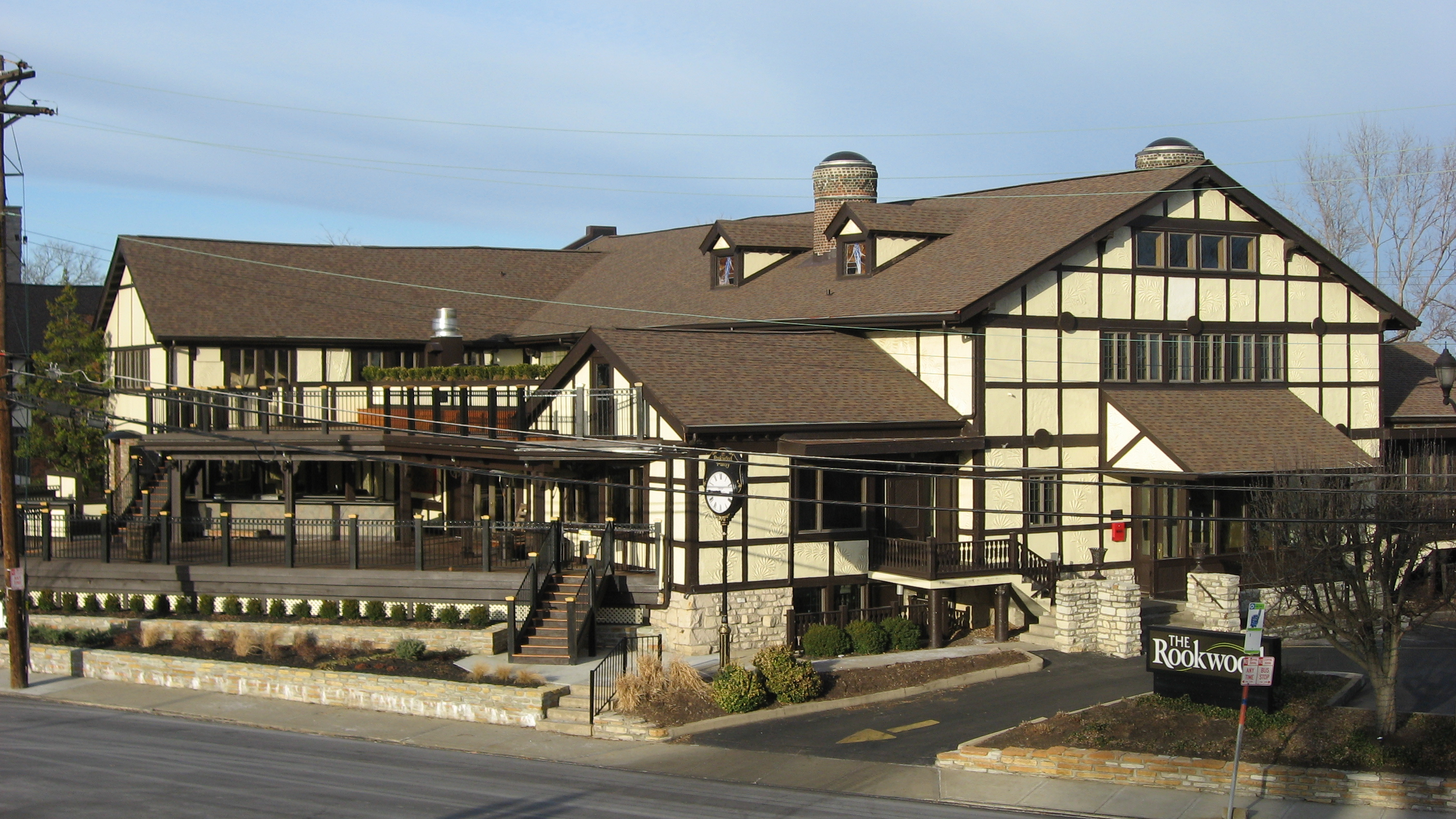
Vorderseite und Ostseite des Hauptgebäudes der Rookwood Pottery (von der Treppe aus gesehen, die zum Holy Cross Monastery hinaufführt), das sich in der 1077 Celestial Street im Stadtteil Mount Adams in Cincinnati, Ohio, USA, befindet. Das 1892 erbaute Gebäude ist im National Register of Historic Places aufgeführt.

Die Rookwood Pottery Company ist ein amerikanischer Keramikhersteller mit Sitz in Cincinnati, Ohio. Das Unternehmen wurde 1880 gegründet und zählt zu den führenden Herstellern von künstlerischer Keramik in den USA.

## Geschichte
Rookwood Pottery wurde 1880 von Maria Longworth Nichols Storer gegründet, inspiriert durch die Centennial Exhibition 1876 in Philadelphia. Die erste Produktionsstätte war eine ehemalige Schule in Cincinnati. Das Unternehmen wurde nach dem Landsitz ihres Vaters Rookwood benannt. In den folgenden Jahrzehnten entwickelte sich Rookwood zu einem führenden Hersteller von Zierkeramik, insbesondere zwischen 1890 und dem Börsencrash 1929. Rookwood war bekannt für seine innovativen Glasuren wie die Standard Glaze und die matte Vellum Glasur. Ab 1902 produzierte das Unternehmen auch Architekturkeramik, darunter Fliesen für bedeutende Gebäude wie den Grand Central Terminal in New York und den Union Terminal in Cincinnati.
Die Weltwirtschaftskrise traf das Unternehmen hart. 1934 schrieb Rookwood erstmals Verluste, 1941 wurde Konkurs angemeldet. 1959 wurde das Unternehmen von der Herschede Clock Company übernommen und die Produktion nach Mississippi verlagert. 1967 wurde die Produktion eingestellt. 1982 erwarb der Zahnarzt und Sammler Arthur Townley die Markenrechte und die verbliebenen Vermögenswerte von Rookwood. 2004 wurde das Unternehmen von Investoren aus Cincinnati reaktiviert und kehrte in die Stadt zurück. Seitdem produziert Rookwood wieder Keramik in der Tradition des Originals.

## Architektur
Das zweite Fabrikgebäude von Rookwood wurde 1891–1892 auf dem Mount Adams errichtet, entworfen von H. Neill Wilson. Das Gebäude wurde 1972 in das National Register of Historic Places aufgenommen.

## Herstellungsprozess

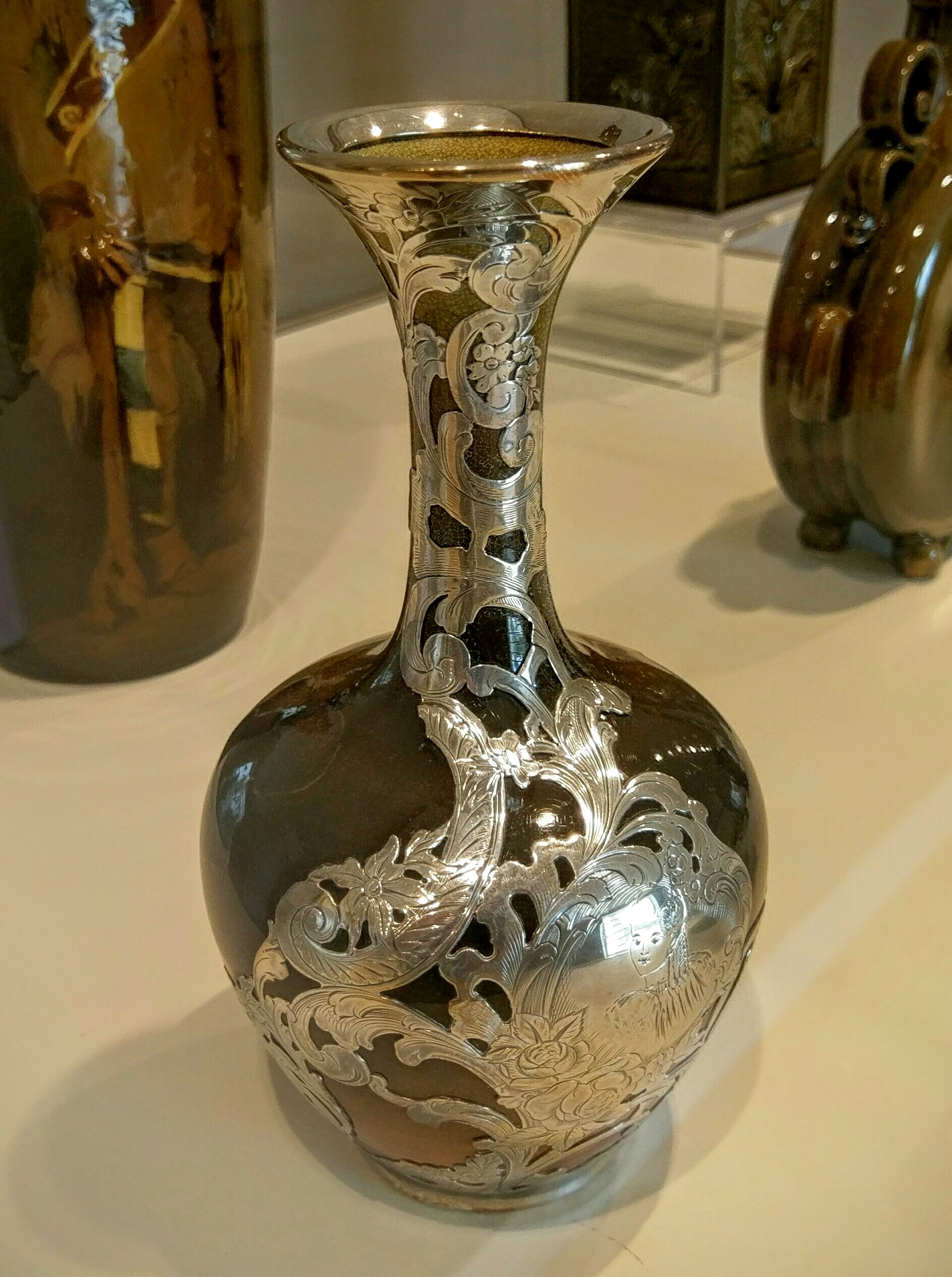
Keramikvase mit Silberauflage von Kataro Shirayamadani für Rookwood Pottery, hergestellt 1892. Crocker Art Museum, Sacramento, Kalifornien

Alle Kunstkeramik- und Architekturfliesen von Rookwood werden von einem Team aus Künstlern und Handwerkern im eigenen Haus hergestellt. Jedes Stück durchläuft mindestens 13 Arbeitsschritte. Am Anfang des Designprozesses stehen immer Skizzen auf Papier. Die Künstlerinnen und Künstler entwerfen erste Konzepte, die wesentliche Elemente des späteren Objekts enthalten. Ist der Entwurf fertiggestellt und freigegeben, geht er an die Formenbauer. Dort wird das Motiv in eine dreidimensionale Form übertragen, von der anschließend eine Gipsform hergestellt wird.
Die Keramikobjekte werden einzeln von Hand gegossen. Dazu wird ein aus natürlichen Mineralien hergestellter flüssiger Ton (so genannter „Slip“) verwendet. Dieser wird in die Gipsform gegossen, wo der Gips die Feuchtigkeit aufnimmt und der Ton fest wird. Wenn der Ton lederhart ist, wird jedes Stück von Hand nachbearbeitet. Dabei werden Details verfeinert, Nähte geglättet und gegebenenfalls weitere Teile angebracht. Anschließend trocknen die Objekte an der Luft, bis sie „knochentrocken“ sind.
Der erste Brennvorgang, der sogenannte Schrühbrand („bisque firing“), findet bei ca. 700 °C statt. Dabei wird dem Ton das restliche chemisch gebundene Wasser entzogen, wodurch der Ton keramische Eigenschaften erhält und für die Glasur vorbereitet wird. 

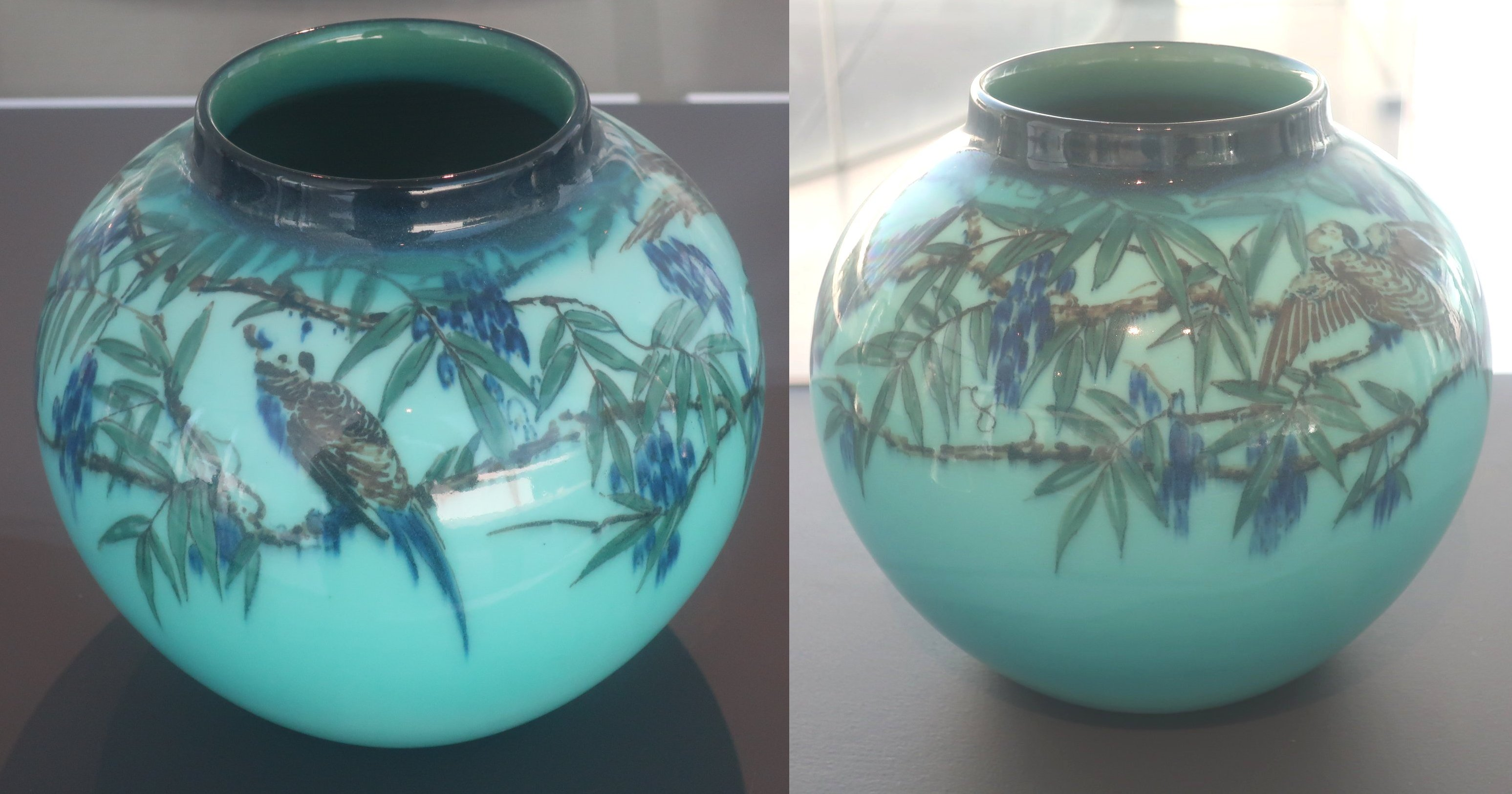
Vase, 1923, glasierte und gebrannte Keramik, möglicherweise von Lorinda Epply entworfen. Toledo Museum of Art

Das Glasieren erfolgt ebenfalls von Hand nach firmeneigenen Glasurrezepturen, die aus natürlichen Mineralien und Elementen bestehen. Nach dem Glasieren folgt der Glasurbrand bei ca. 1185 °C. Dabei verschmilzt die Glasur mit dem Keramikkörper, der nun nicht mehr porös ist. Die spezifischen Bestandteile der Glasur bestimmen Farbe und Oberfläche des Endproduktes. Nach dem kontrollierten Abkühlen im Brennofen erfolgt eine abschließende Qualitätskontrolle. Nur normgerechte Objekte werden zur Auslieferung freigegeben.